# さりげなく憎いやつ
『さりげなく憎いやつ』（さりげなくにくいやつ）は、毎日放送の制作により、TBS系列の「木曜座」（毎週木曜日22:00 - 22:54）の枠で、1982年（昭和57年）3月4日から同年5月27日まで放送されていたテレビドラマ。全13話。

## 概要
ニューヨーク帰りのカメラマン・有田美香と写真雑誌「シャッター」編集長の原田圭介。心中では互いに惹かれるところがあり、好意を持つものの、その価値観が違うこともあり、口論を繰り返すなど公私にわたっていさかいが絶えず、それは家の所有権をめぐる争いにまで発展していた。そんな男女の模様を描いた都会的なラブコメディ。
劇中には毎回、吉田ルイ子がニューヨーク・ハーレムで撮影した多くの写真が登場していた。また、写真家の立木義浩が本作において写真指導に就いていた。

## 出演
- 有田美香：大原麗子
- 原田圭介：藤竜也
- 中林俊造：辰巳柳太郎 - 美香の祖父
- 堀内厚子：大場久美子 - 編集部員
- 沢井隆：世良公則 - 編集部員
- 江川部長：谷啓 - 圭介の上司
- 風見洋子：佐藤友美 - 美香の幼馴染みの弁護士
- レオ倉田：岩城滉一 - ミュージシャンで、美香がアメリカにいた時の同棲相手
- 原田弥生：宝生あやこ - 圭介の母
- 原田浩介：山越正樹 - 圭介の息子
- 山中裕美：鹿沼えり - レオ倉田のマネージャー
- 笹沢弁護士：桑山正一 - 圭介の弁護士、弥生の幼馴染み
- 神之山聖太郎：坂上二郎 - 不動産屋
- 芳枝：結城しのぶ - BARよしえのママ
- 古畑杏子：左時枝
- 加代子：斉藤ひろこ - 洋子の事務所の事務員
- 仙吉：車だん吉 - 焼き鳥屋
- 浮田左武郎
- 小倉三郎
- 門田俊一
- 梅津晃
ほか

## スタッフ
- プロデューサー：相澤英也(MBS)、信濃正兄、照喜名隆
- 脚本
  - 砂田量爾（第1話～第3話、第5話、第10話～第13話）
  - 成田孝雄（第2話～第5話）
  - 八木柊一郎（第6話～第9話）
- 演出：久野浩平（全話担当）
- プロデューサー補：小畠昌博
- 演出補：示野博昭
- 音楽：福井峻
- 技術：高津芳英
- カメラ：湯本秀広
- 照明：大塚基夫
- 美術制作：野本史郎
- デザイン：橋本潔
- 制作協力：渋谷ビデオスタジオ、PDS
- 制作：渡辺企画、毎日放送

## 主題歌
- 『星空の南十字星』

歌・演奏：柳ジョージ （作詞：水甫杜司、柳ジョージ 作曲：柳ジョージ 編曲：長島進、知久光康）